# 東行庵

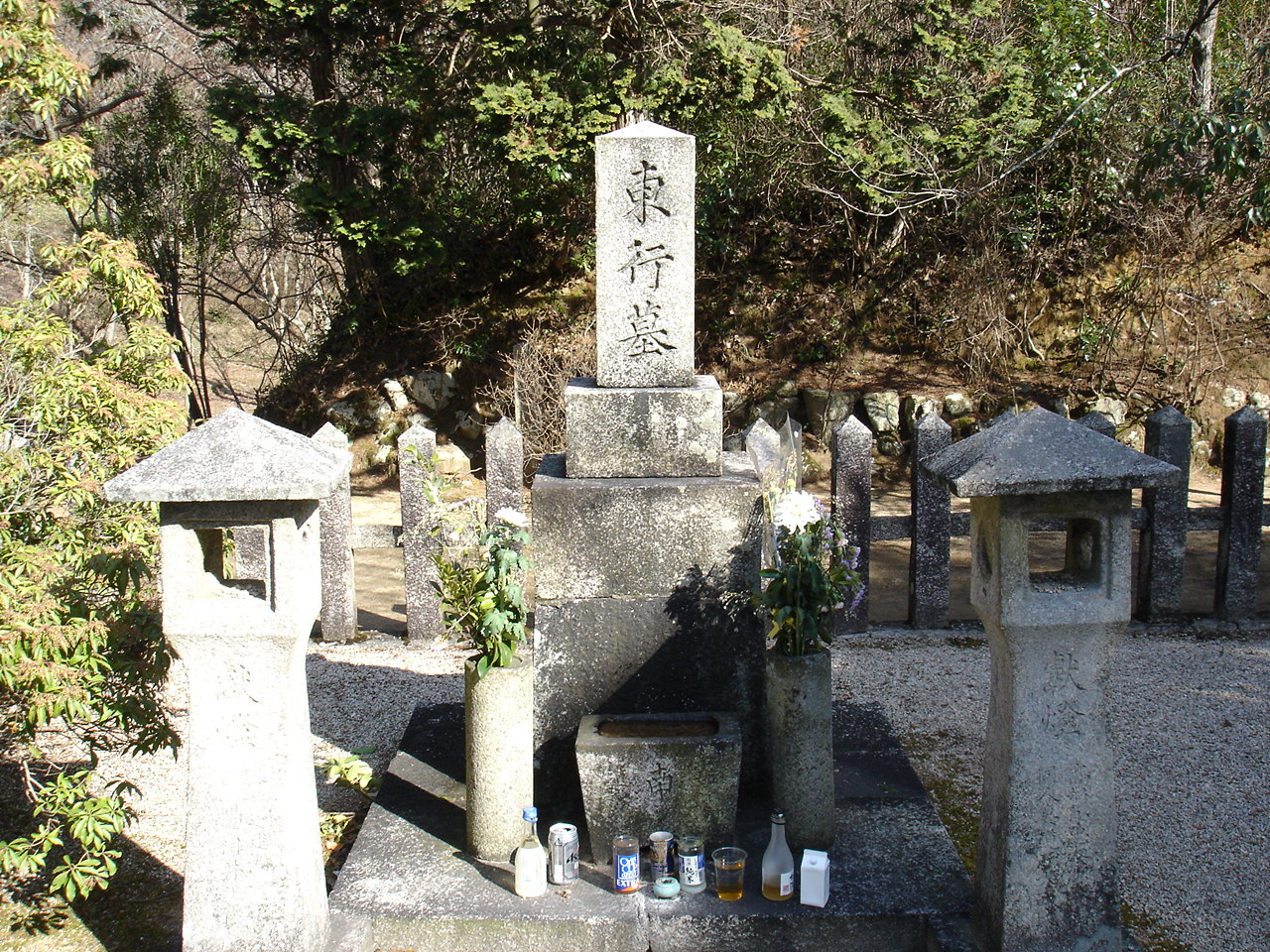
高杉晋作の墓 （敷地内）

東行庵（とうぎょうあん）は、山口県下関市にある曹洞宗の寺院で功山寺の末寺である。山号は清水山。山陽花の寺二十四か寺第八番札所。

## 歴史
東行庵の地は清水山といい、幕末の頃奇兵隊軍監山縣有朋（当時は狂介）は麓に草庵を建て「無鄰菴」と名付けていた。ちなみに後に山縣が京都に建てた別宅を無鄰菴というのは、この下関の無鄰菴にちなんで名付けられたものである。
慶応3年4月（1867年）に死去した高杉晋作の遺骸は、遺言により奇兵隊の本拠に近いこの地に葬られた。晋作に仕えていた愛人おうの（谷梅処）が出家し、山縣は1869年（明治2年）に無鄰菴をおうのに贈った。「東行」は晋作の号であり、おうのは1909年（明治42年）に亡くなるまで晋作をこの地で弔ったという。
東行（晋作）の没後100年を前に1966年（昭和41年）に大修理が行われ、同年、東行を顕彰する東行記念館が境内に建てられた。同館は2010年（平成22年）、下関市立東行記念館として再開館した。御朱印については東行記念館の受付で対応する。

## 前後の札所
山陽花の寺二十四か寺
7 宗隣寺 -- 8 東行庵 -- 9 功山寺